# Tiberio Muti
Tiberio Muti, italijanski rimskokatoliški duhovnik, škof in kardinal, * 1574, Rim, † 14. april 1636.

## Življenjepis
19. decembra 1611 je bil imenovan za škofa Viterba e Tuscanie; 15. januarja 1612 je prejel škofovsko posvečenje.
2. decembra 1615 je bil povzdignjen v kardinala.